# قرية الذنبة (فرع العدين)

تعديل مصدري - تعديل

قرية الذنبة محلة تابعة لقرية الزاهر، التابعة لعزلة العاقبة بمديرية فرع العدين إحدى مديريات محافظة إب في الجمهورية اليمنية، بلغ تعداد سكانها 58 حسب تعداد اليمن لعام 2004.